# Petar Sučić
Petar Sučić (ur. 25 października 2003 w Livnie) – chorwacki piłkarz bośniackiego pochodzenia, występujący na pozycji defensywnego pomocnika, w chorwackim klubie Dinamo Zagrzeb.

## Sukcesy

### Zrinjski Mostar
- Mistrz Bośni i Hercegowiny: 2022/2023
- Puchar Bośni i Hercegowiny: 2022/2023

### Dinamo Zagrzeb
- Mistrz Chorwacji: 2023/2024
- Puchar Chorwacji: 2023/2024
- Superpuchar Chorwacji: 2023/2024[3]